# Алексеев, Николай Иванович (генерал)
Николай Иванович Алексеев (19 апреля 1868 — 23 сентября 1919) — русский генерал, член военной организации «Национального центра».

## Биография
Родился 19 апреля 1868 года[по какому календарю?]. Отец — командир Санкт-Петербургской бригады пограничной стражи генерал-майор Иван Александрович Алексеев  (1840—1894), мать  Софья Ивановна, урождённая Поскочина (1849—?).
Окончил Второй кадетский корпус. Вступил в службу 1 сентября 1886 года.
- Выпущен подпоручиком из 1-го военного Павловского училище. (ст. 07.08.1887)
- Приступил к службе в 92-м пехотном Печорском полку.
- Переведён в лейб-гвардии Павловский полк в чине подпоручика гвардии (ст. 09.08.1888).
- Произведён в поручики (ст. 09.08.1892).
- Произведён в штабс-капитаны (ст. 18.04.1899).
- Выпускник Офицерской стрелковой школы с определением «выдающийся».
- С 12.05.1899 — командир роты.
- Произведён в капитаны (ст. 09.08.1900).
- Произведён в полковники (ст. 06.12.1909).
- Во время Первой мировой войны, с 15 марта 1915 года — командующий 38-м Сибирским строевым полком; генерал-майор с 09.08.1915[3].

Вступил в РККА. Арестован органами ЧК в Петрограде. Обвинён в том, что был членом военной организации при подпольном антисоветском «Национальном центре», организовывал отправку офицеров в Добровольческую армию Деникина.
Расстрелян 23 сентября 1919 года. Похоронен в общей могиле на Калитниковском ладбище

## Семья
- Жена — Наталия Ипполитовна, урождённая Чайковская  (1876—1970)[2], дочь генерала-майора И. И. Чайковского, младшего брата композитора. В семье 3 детей[1].
  - Дочь — Марианна Николаевна Алексеева (3 марта 1898—?)[2]
  - Дочь — Ксения Николаевна, в замужестве Мамонова (24 сентября 1902—?)[2]
  - Дочь — Ирина Николаевна Алексеева (1903?—?)[2]
- Сестра —  Софья Ивановна, урождённая Алексеева  (1870—?), жена Осипа Палечека-младшего (1868—1938), старшего сына оперного певца Осипа Палечека[5]. В феврале-марте 1935 вместе с мужем, сыном Осипом Палечеком-3-м и женой сына сосланы в Атбасар как СОЭ[6]. 22 апреля 1938 года её муж осуждён на 10 лет ИТЛ[7]

## Награды
- 1909 — орден Святого Станислава 2-й степени;
- 1912 — орден Святой Анны 2-й степени;
- 14 апреля 1914 — орден Святого Владимира 4-й ст.;
- 2 ноября 1915 — орден Святого Владимира 3-й степени с мечами.